# Josef Paleček (výtvarník)
Josef Paleček (* 25. února 1932 Jihlava) je český ilustrátor, malíř, grafik a scénograf.

## Život
Narodil se 25. února 1932 v Jihlavě. Jeho dětství je spojeno s Meziměstím v Broumovském výběžku, kde byl jeho otec celníkem. V roce 1939, po odtržení Sudet, se s rodiči odstěhoval do malé vesnice u Nového Města nad Metují, odkud později dojížděl do náchodského gymnázia. Po roce 1945 se rodina vrátila do Meziměstí. V roce 1950 Josef Paleček maturoval na broumovském gymnáziu a odešel do Prahy, kde byl poté jeden rok zaměstnán v podniku Výstavnictví, n.p. Praha.
V té době začal studovat na Katedře výtvarné výchovy Univerzity Karlovy (profesura kreslení). Jeho profesory byli Cyril Bouda, Martin Salcman a Karel Lidický, dějiny umění znamenitě přednášel profesor Vladímír Dekstein.
Do veřejného výtvarného života vstoupil na výstavách mladých v Praze a Brně koncem 50. let a v roce 1960 samostatnou výstavou. Text do katalogu mu napsal básník Josef Brukner, kterého krátce předtím poznal v časopise Květen. V roce 1965 uspořádal svoji druhou výstavu. O rok později se výstava přestěhovala do Vídně. Při té příležitosti vznikl pracovní a postupně i přátelský vztah s vídeňským architektem Wilhelmem Kleyhonsem, do jehož architektury Josef Paleček postupně realizoval několik tapiserií. Vídeňská výstava otevřela Palečkovi dveře do světa.
Jako ilustrátor dětských knih spolupracoval od druhé poloviny 60. let s a nakladatelstvími v Rakousku, Švýcarsku, Itálii, Německu, Francii, Japonsku a dalších zemích. Jeho tvorba vycházela z lyrického proudu české ilustrace 60. let, ten doplnil osobitými postupy a bohatou obrazovou skladbou. Ve svých ilustracích vytvářel snové krajiny a scény a užíval poetických znaků a podobenství. Jako ilustrátor často spolupracoval s manželkou Libuší Palečkovou. Knížky s jeho ilustracemi vyšly ve 29 zemích světa u 81 nakladatelství, získal více než 20 významných cen a uznání za ilustrační tvorbu doma i v zahraničí. V roce 1981 jej pozval mexický ministr kultury do Mexika na první mezinárodní veletrh dětské knihy, spojený s velkou výstavou ilustrací autorů celého světa. V roce 2006 získal Zlatou stuhu za celoživotní dílo.

## Výběr knih ilustrovaných Josefem Palečkem
| - Jan Mareš: Tři orlí pera (Praha : SNDK,1959) - Jan Mareš: Stromy rostou do nebe (Praha : SNDK, 1961) - Čestmír Vašák : O dětech jednou jinak (Praha : SPN, 1961) - Gennadij Cyferov: Jak Žabičky pily čaj (Praha :SNDK, 1962) - Jiří Václav Svoboda: Papírová lodička (Praha:SNDK,1963) - Jan Ryska: Táto, sežeň štěně (Praha : SNDK,1964) - Miroslav Florian: Jaké oči má vítr (Praha: Albatros 1967) - Zdeněk Adla: Pejskovy pohádky (Liberec : Severočeské nakladatelství, 1968) - Václav Čtvrtek: Hoppla ein Ball... Praha : Artia, 1970) - Zdeněk Karel Slabý, Dagmar Lhotová: Mami, mami, pofoukej (Praha :Albatros, 1970) - Jiří Václav Svoboda: Pampelíšek (Praha : Albatros, 1970) - Jana Štroblová: Byl jednou jeden balon. (Praha : Albatros, 1971) - Libuše Palečková: Filínek (Praha : Albatros, 1975) - Zdeněk Adla: Kouzelníkova zahrada (Praha : Albatros, 1976) - Milada Borová, Zdena Janžurová: Klavírní školička (Praha : Panton,1976) - František Nepil : Makový mužíček (Praha : Albatros, 1976) - Miroslav Florian: Jaro, napověz... (Praha : Albatros, 1977) - Josef Paleček: Veselé obrázky (Praha :Albatros, 1978) - Ovidius: Proměny lásky (Praha : Albatros, 1980) | - Dagmar Lhotová: Andulka pod barevným kopcem (Praha : Albatros, 1981) - Hudební výchova pro 6.ročník (Praha : SPN, 1981) - Libuše Palečková: O malém tygrovi (Praha : Albatros, 1983) - Ilja Hurník: Sláva, už jsem umělec (Praha : Panton, 1984) - Josef Brukner: Klíč od království (Praha: Albatros, 1985) - Jan Suchl: Eskymácké pohádky (Praha : Albatros, 1985) - Libuše Palečková: Kouzelný sad (Praha : Mladá fronta, 1985) - Zdeněk Kriebel.: Jak se zobe chytré zrní (Praha : Albatros, 1986) - Zdeněk Adla: Hvězdy nad samotou (Praha : Albatros, 1986) - Vítězslav Hálek : Kresby křídou a tuší (Praha : Čs.spisovatel, 1988) - Vladimír Linc a kol.: Slabikář - Veselá abeceda (Praha : SPN, 1992) - Zdena Janžurová, Milada Borová: Nová klavírní škola (Praha : Panton, 1993) - Zdena Janžurová, Milada Borová: Klavírní škola -2.díl Praha : Panton, 1993) - Ladislav Daniel: Kukačka (Praha : Panton, 1994) - Jan Vladislav: Král sedmi závojů (Albatros : Praha 1998) - Miloš Kratochvíl: Už sněží, už chumelí (Praha : Amulet, Praha 2000) - Libuše Palečková: Dárek (Praha : Popokatepetl, Praha, 2000) - Milada Motlová: Usměvavý svět : Čeští básníci dětem (Praha : Egmont, 2003) - Libuše Palečková: Kdo je kdo? aneb CESTA, cestička... (Praha : Popokatepetl,2009) |